# 1574
| 1574               |
| ------------------ |
| Dødsfald - Fødsler |
|                    |

| Gregoriansk kalender | 1574 MDLXXIV            |
| Ab urbe condita      | 2327                    |
| Armensk kalender     | 1023 ԹՎ ՌԻԳ             |
| Kinesiske kalender   | 4270 – 4271 癸酉 – 甲戌 |
| Etiopisk kalender    | 1566 – 1567             |
| Jødisk kalender      | 5334 – 5335             |
| Hindukalendere       |                         |
| - Vikram Samvat      | 1629 – 1630             |
| - Shaka Samvat       | 1496 – 1497             |
| - Kali Yuga          | 4675 – 4676             |
| Iransk kalender      | 952 – 953               |
| Islamisk kalender    | 982 – 983               |

Konge i Danmark: Frederik 2. 1559-1588
Se også 1574 (tal)

## Begivenheder
- 30. maj - Henrik 3. bliver konge af Frankrig
- 3. oktober – Hollænderne besejrer den spanske hær, som belejrer Leiden. Forinden har hertug Wilhelm af Oranien ladet digerne åbne, hvorved mange spanske soldater drukner.

## Født
- 5. marts - William Oughtred, engelsk teolog og matematiker. (død 1660).
- 6. maj - Pave Innocens 10. (død 1655).
- 8. december - Maria Anna af Bayern, hertuginde af Bayern. (død 1616).
- 12. december - Anna af Danmark, ved giftemål med Jakob 6. af Skotland fra 1589 dronning af Skotland og fra 1603 af England. (død 1619).
- 14. december - Holger Rosenkrantz, dansk adelsmand, rigsråd, teolog og pædagog. (død 1642).

## Dødsfald
- 30. maj - Karl 9. af Frankrig, konge af Frankrig. (født 1550).
- 27. juni - Giorgio Vasari, italiensk maler, arkitekt og kunsthistoriker. (født ca. 1511).
- 26. juli - Birgitte Gøye, dansk hofdame, adelskvinde og godsejer. (født ca. 1511).
- 31. december - Lütke Namensen, dansk teolog og franciskanermunk. (født 1497).